# Chaetonotus lacunosus
Chaetonotus lacunosus is een buikharige uit de familie Chaetonotidae. De wetenschappelijke naam van de soort werd in 1979 voor het eerst geldig gepubliceerd door Mock. De soort wordt in het ondergeslacht Hystricochaetonotus geplaatst.